# Lophiomus setigerus
Lophiomus setigerus là một loài tìm thấy ở Ấn Độ và Thái Bình Dương, nơi nó xuất hiện ở độ sâu 30-800 mét (98 đến 2.600 ft). Loài này phát triển đến chiều dài 40 cm (16 in).